# Thalassoma trilobatum
Thalassoma trilobatum es una especie de peces de la familia Labridae en el orden de los Perciformes.

## Morfología
- Los machos pueden llegar alcanzar los 30 cm de longitud total.[1]

## Distribución geográfica
Se encuentra desde el África Oriental hasta las Islas Ryukyu y Tonga.